# Kent Nielsen
Kent Nielsen (Frederiksberg, 28 dicembre 1961) è un allenatore di calcio ed ex calciatore danese, di ruolo difensore, tecnico del Silkeborg.

## Carriera

### Giocatore

#### Club
Kent Nielsen ha iniziato a giocare nel Brønshøj. Nel 1987 passò al Brøndby, con cui vinse il campionato danese nel 1987 e nel 1988 e la Coppa di Danimarca nel 1989.
Dopo 91 partite con il Brøndby, nel 1989 Nielsen si trasferì all'estero per giocare in Inghilterra con l'Aston Villa in 1989. Nel 1991 tornò in Danimarca, firmando per l'Aarahus. Con la nuova squadra vinse un'altra Coppa di Danimarca prima di ritirarsi nel 1994.

#### Nazionale
Nielsen ha debuttato nella Nazionale danese il 5 ottobre 1983 contro la Polonia.
Fu convocaro per i Mondiali 1986, durante i quali non scese mai in campo. Fece parte anche della selezione che partecipò all'Europeo 1992: in quella manifestazione, vinta dalla Danimarca, Nielsen giocò 4 delle 5 cinque partite disputate dai danesi, compresa la finale contro la Germania.

### Allenatore
Dopo il ritiro Nielsen trascorse diversi anni come allenatore non professionista, finché lui e Lars Lundkvist furono nominati allenatori dell'Aarahus nel 2000.
Nel 2002 divenne allenatore dell'Horsens in 1. division, la seconda serie nazionale, squadra con che condusse alla promozione in Superligaen nel 2005.

## Palmarès

### Giocatore

#### Club

##### Competizioni nazionali
- Campionato danese: 2

Brøndby: 1986-1987, 1987-1988
- Coppa di Danimarca: 2

Brøndby: 1988-1989
Aarahus: 1991-1992

#### Nazionale
- Campionato d'Europa: 1

Svezia 1992

### Allenatore

#### Competizioni nazionali
- Campionato danese: 1

Aalborg: 2013-2014
- Coppa di Danimarca: 2

Aalborg: 2013-2014
Silkeborg: 2023-2024